# Takuya Okamoto
Takuya Okamoto (jap. 岡本 拓也 Okamoto Takuya; ur. 18 czerwca 1992) – japoński piłkarz występujący na pozycji obrońcy. Obecnie występuje w Shonan Bellmare.

## Kariera klubowa
Od 2010 roku występował w klubach Urawa Reds, V-Varen Nagasaki i Shonan Bellmare.